# クロード・マゴーヒー
クロード・"シュグ"・マゴーヒー（Claude R. "Shug" McGaughey III、1951年1月6日 - ）はアメリカ合衆国の競馬の調教師である。ケンタッキー州レキシントン生まれ。クロード・マゴーイ と表記されることもある。

## 経歴
レキシントンで育ち、1974年にアメリカ競馬殿堂入り調教師であるフランク・ホワイトリーの厩務員として働き始め、5年間ホワイトリーの息子であるデビットの助手を務めた。1979年に調教師になり現在までに240回以上重賞を勝利している。ブリーダーズカップはウェイン・ルーカスに次ぐ9勝を挙げており、パーソナルエンスン-マイフラッグ-ストームフラッグフライングの母仔3代ブリーダーズカップ制覇の偉業を達成している。クラシック競走は1989年にイージーゴアでベルモントステークスと、2013年にオーブでケンタッキーダービーを制している。
1985年にオグデン・フィップスの専属調教師となり調教師として一つの転機を迎えた。1988年にはエクリプス賞最優秀調教師に選出され、2004年に調教師としてアメリカ競馬殿堂入りを果たした。

## 管理馬
- Coronado's Quest(コロナドズクエスト) - トラヴァーズステークス、ハスケル招待ハンデキャップ
- Dancing Spree(ダンシングスプリー) - 1989年ブリーダーズカップ・スプリント[1]
- Easy Goer(イージーゴア) - 1988年エクリプス賞最優秀2歳牡馬、ベルモントステークス、他G1競走8勝[1]
- Heavenry Prize(ヘヴンリープライズ) - 1994年エクリプス賞最優秀3歳牝馬、アラバマステークス、他G1競走7勝
- Inside Information(インサイドインフォメーション) - 1995年エクリプス賞最優秀古牝馬、1995年ブリーダーズカップ・ディスタフ、他G1競走5勝[1]
- Lure(ルアー) - 1992年･1993年ブリーダーズカップ・マイル[1]
- My Flag(マイフラッグ) - 1995年ブリーダーズカップ・ジュヴェナイルフィリーズ[1]
- Orb(オーブ) - 2013年ケンタッキーダービー、フロリダダービー[1]
- Personal Ensign(パーソナルエンスン) - 1988年エクリプス賞最優秀古牝馬、1988年ブリーダーズカップ・ディスタフ、他G1競走7勝[1]
- Pine Island(パインアイランド) - アラバマステークス、ガゼルステークス
- Pleasant Home(プレザントホーム) - 2005年ブリーダーズカップ・ディスタフ[1]
- Rhythm(リズム) - 1989年エクリプス賞最優秀2歳牡馬、1989年ブリーダーズカップ・ジュヴェナイル、トラヴァーズステークス[1]
- Smuggler(スマッグラー) - 2005年エクリプス賞最優秀3歳牝馬、マザーグースステークス、コーチングクラブアメリカンオークス
- Storm Flag Flying(ストームフラッグフライング) - 2002年エクリプス賞最優秀2歳牝馬、2002年ブリーダーズカップ・ジュヴェナイルフィリーズ、他G1競走3勝[1]
- Vanlandingham(ヴァンランディンガム) - 1985年エクリプス賞最優秀古牡馬、ワシントンDCインターナショナル、他G1競走2勝